# Christer Bruun
Christer Fredrik Magnus Bruun, född 4 maj 1955 i Helsingfors, är en finländsk historiker. Han är son till tillika historikern Patrick Bruun.
Bruun blev filosofie doktor 1991. Han utnämndes 1994 till professor i romersk historia vid University of Toronto och var 1997–2000 direktör för Finlands Rominstitut i Villa Lante. Sedan 2013 är han föreståndare för klassiska institutionen vid University of Toronto.
Bruun har närmat sig det antika källmaterialet med moderna frågeställningar, bland annat i The water supply of ancient Rome, där han undersökte staden Roms vattenförsörjning från 300-talet f.Kr. fram till 1600-talet.